# Yangban
Os yangban (hangul: 양반; hanja: 兩班) eram parte da classe dominante tradicional ou nobreza da Coreia dinástica durante a Dinastia Joseon. Os yangban eram compostos principalmente por funcionários públicos e oficiais militares altamente educados - aristocratas proprietários ou não de terras que exemplificavam individualmente a forma confucionista coreana de um "oficial acadêmico". Eles eram em grande parte administradores do governo e burocratas que supervisionavam a burocracia agrária tradicional da Coreia medieval e do início da era moderna até o final da dinastia em 1897. Em um sentido mais amplo, a família e os descendentes de um titular de cargo, bem como as famílias do país que reivindicavam tal descendência, eram socialmente aceitos como yangban.

## Visão geral
Ao contrário dos títulos de nobreza nas aristocracias europeia e japonesa, que eram conferidos com base hereditária, a posição burocrática de yangban foi concedida por lei aos yangban que meritoriamente passaram nos exames de serviço público patrocinados pelo estado chamados gwageo (과거; 科擧). Este exame foi modelado nos exames imperiais da China. Ao passar nesses exames - que testavam o conhecimento dos clássicos confucionistas e da história com poesia - várias vezes, os yangban geralmente eram designados para um cargo do governo. Foi superficialmente decidido que uma família yangban que não produziu um funcionário do governo por mais de três gerações poderia perder seu status e se tornar plebeu. Essa regra superficial nunca foi realmente aplicada, mas foi uma regra de motivação para os yangban estudarem mais. Em teoria, um membro de qualquer classe social, exceto servos contratados, baekjeongs (intocáveis coreanos) e filhos de concubinas, poderia fazer os exames do governo e se tornar um yangban. Na realidade, apenas as classes mais altas - isto é, os filhos de yangban - possuíam os recursos financeiros e os meios para passar nos exames, para os quais eram necessários anos de estudo. Essas barreiras e restrições financeiras excluíram efetivamente a maioria das famílias não yangban e as classes mais baixas de competir pelo status de yangban, assim como funcionários acadêmicos na China.

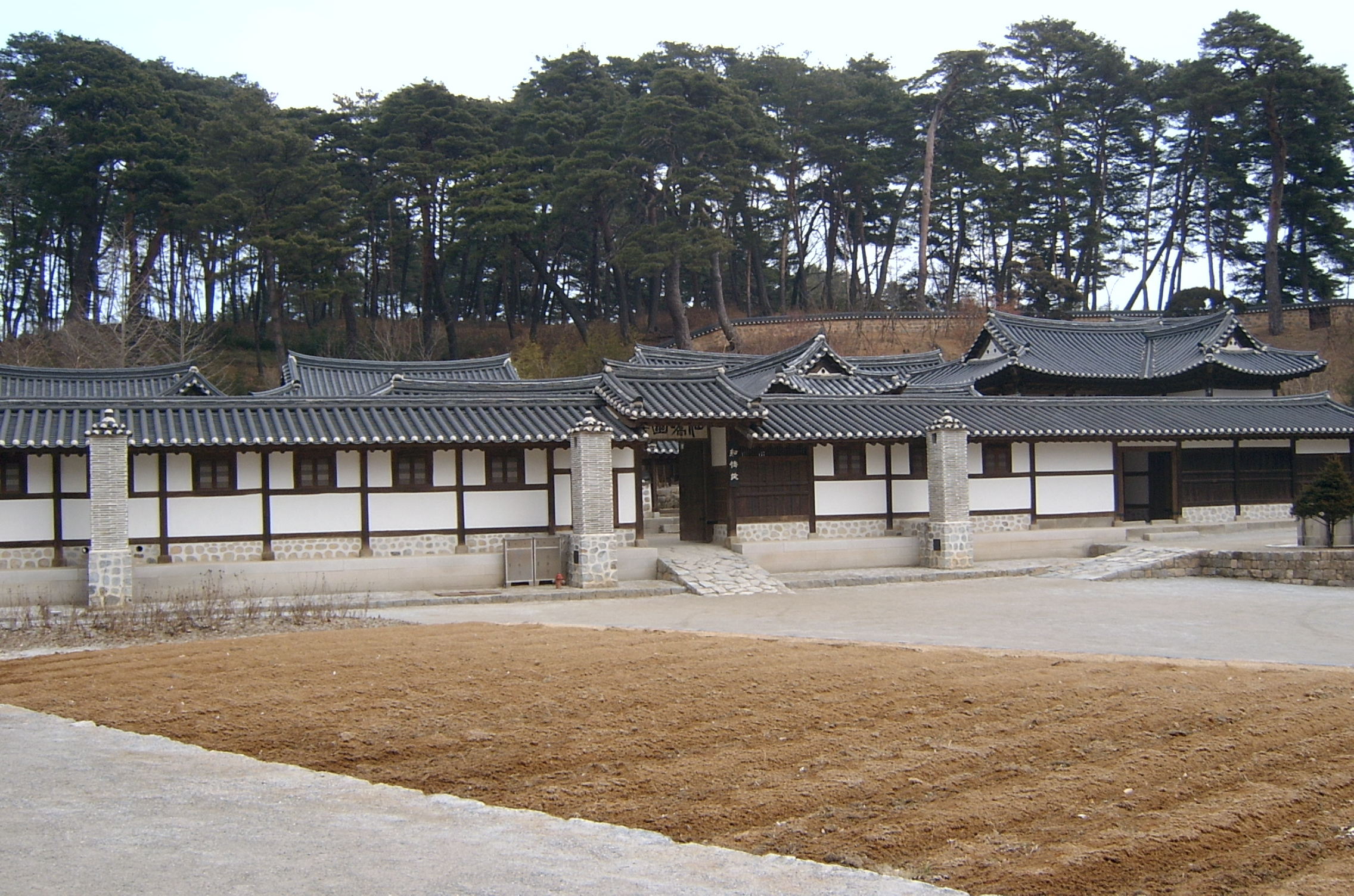
Uma casa de campo de uma família local proeminente em Gangneung, construída no século XIX

O status de yangban em nível provincial era de fato hereditário. Era costume incluir todos os descendentes dos titulares de cargos no hyangan (향안; 鄕案), um documento que listava os nomes e linhagens das famílias yangban locais. O hyangan era mantido com base no sangue, e alguém poderia ser cortado dele se membros da família se casassem com inferiores sociais, como comerciantes. Embora o hyangan não fosse legalmente respaldado por atos ou estatutos governamentais, as famílias listadas nele eram socialmente respeitadas como yangban. Seus chefes de família tinham o direito costumeiro de participar do hyangso (향소; 鄕所), um conselho local a partir do qual eles poderiam exercer influência na política e administração local. Ao reservar e exigir poder sociopolítico por meio de instrumentos locais como hyangan e hyangso, o yangban automaticamente passou seu status para a posteridade em famílias de magnatas locais, com ou sem cargos centrais. Essas famílias provinciais de nobreza eram frequentemente chamadas de jaejisajok (재지사족; 在地士族), que significa "as famílias do campo". Assim, embora legalmente, o yangban significava funcionários de alto escalão, na realidade incluía quase todos os descendentes dos primeiros e cada vez mais perdeu sua exatidão legal.

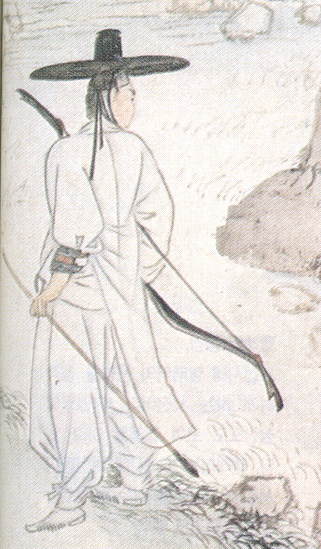
Uma aula de lazer: um yangban faz uma pausa enquanto caça. Hyewon, início do século XIX

Ao longo da história de Joseon, a monarquia e os yangban se mantinham no trabalho escravo das classes mais baixas, particularmente os sangmin, cuja escravidão à terra como servos contratados permitiu que as classes altas desfrutassem de uma vida perpétua de lazer - isto é, a vida de cavalheiros "estudados". Estas práticas terminaram efetivamente em 1894 durante o Império Coreano da Reforma Gwangmu.
Na Coreia de hoje, o legado yangban de clientelismo baseado em experiências educacionais comuns, professores, origens familiares e cidades natais continua em algumas formas, oficialmente e não oficialmente. Na Coreia do Sul, a prática existe entre a classe alta e a elite do poder, onde o clientelismo entre os conglomerados tende a seguir previsivelmente laços de sangue, escola e cidade natal. Na Coreia do Norte, existe uma classe yangban de fato baseada principalmente em alianças militares e partidárias.

## Etimologia
Yangban significa literalmente "dois ramos" de administração: munban (문반; 文班) que compreende administradores civis e muban (무반; 武班) que compreende detentores de cargos militares. O termo yangban apareceu pela primeira vez em algum momento durante o final de Goryeo, mas ganhou uso mais amplo durante a dinastia Joseon.  No entanto, a partir do século XVI, yangban passou a denotar cada vez mais famílias ricas locais que se acreditava serem descendentes de oficiais de alto escalão. À medida que mais da população aspirava a se tornar yangban e gradualmente conseguiu fazê-lo no final do período Joseon, os privilégios e o esplendor que o termo inspirara desapareceram lentamente. Até ganhou uma conotação diminuta.

## História
Yangban era o equivalente da Dinastia Joseon aos antigos nobres Goryeo que haviam sido educados em estudos budistas e confucionistas. Com a sucessão dos generais Yi na dinastia Joseon, rixas e facções anteriores foram reprimidas através de uma tentativa decisiva de instilar organização administrativa em toda a Coreia e criar uma nova classe de burocratas agrários. O yangban individual incluía membros dessa nova classe de burocratas e da antiga nobreza Goryeo. Embora ostensivamente abertos a todos, os "exames de serviço civil" (gwageo, 과거) atendiam ao estilo de vida e hábitos do yangban, que criou uma meritocracia semi-hereditária, como famílias yangban predominantemente possuíam a educação mínima, tempo de estudo ininterrupto e imensos recursos financeiros para passar nesses exames. Os yangban, como os mandarins (burocratas literatos) antes deles, dominavam a corte real e os militares da Coreia pré-moderna e muitas vezes eram isentos de leis, incluindo as de impostos.

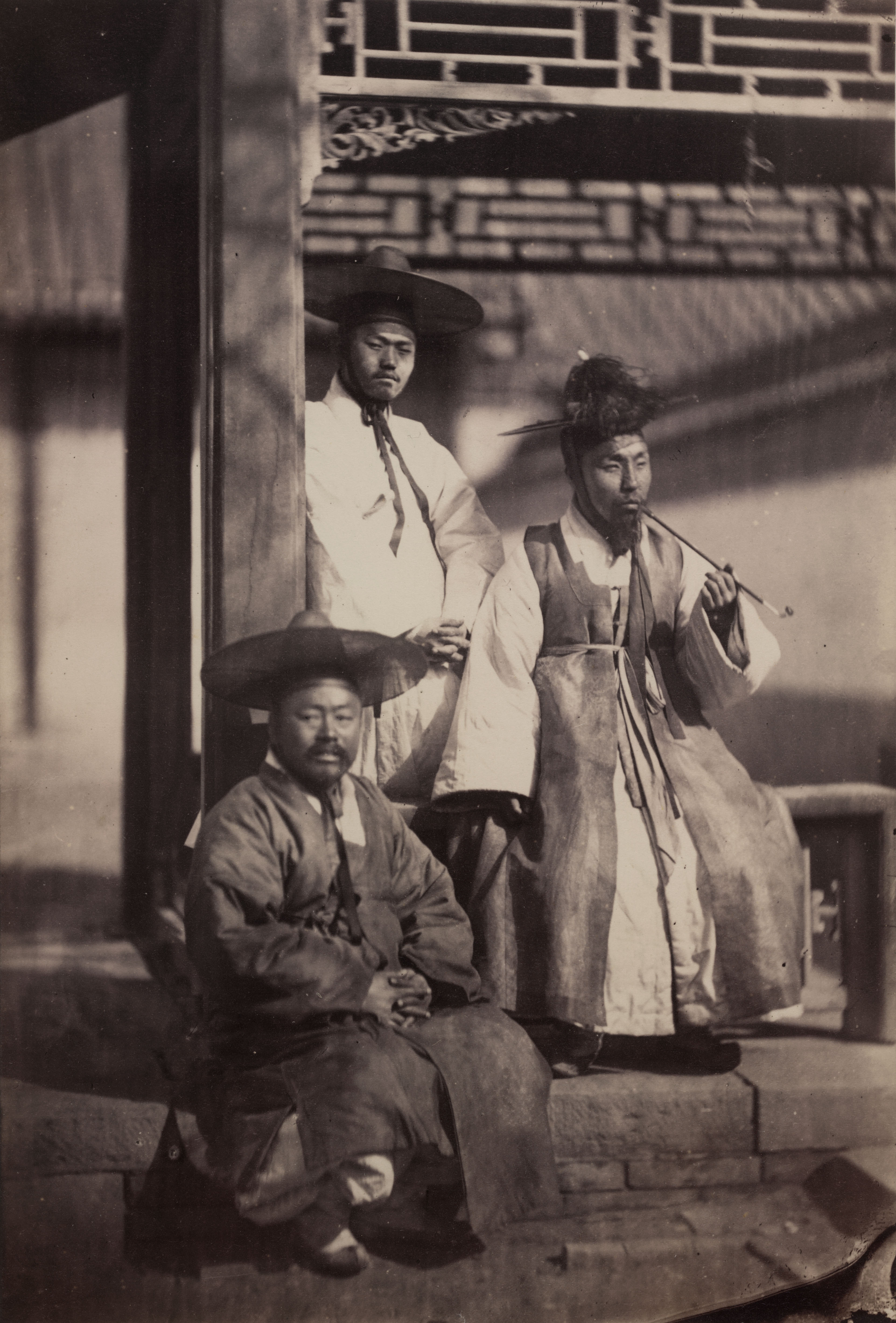
Uma das primeiras fotografias mostrando yangban, tirada em 1863

Havia no máximo 100 vagas abertas com milhares de candidatos fazendo os exames. A competição que originalmente deveria trazer o melhor de cada candidato deu lugar à importância das relações familiares. Como a corte de Joseon estava constantemente dividida entre os membros das facções do Norte, Sul, Leste e Oeste (a nomenclatura geográfica excêntrica derivada da localização da casa de cada líder em Seul, que foi dividida em subseções), resultou um sistema dividido onde a corrupção era muito difícil de lidar. Com cada facção constantemente procurando uma desculpa para matar a outra, se uma facção fosse comprovadamente corrupta, as outras facções imediatamente aproveitariam a chance de expurgá-las; a tentativa de receber ou dar subornos em grande escala era suicídio. Não foi até o reinado do Rei Sunjo que o clã Kim de Andong em cooperação com alguns outros clãs nobres relacionados ao sangue obtiveram controle total sobre a corte - depois de purgar suas facções rivais e outros clãs rivais em sua própria facção política - que a burocracia de Joseon degenerou em corrupção. Nesse nível, as famílias excepcionalmente poderosas poderiam ser mais apropriadamente referidas como sedoga (세도가; 勢道家) em vez de mero yangban, que até então passou a incluir tons de classes diferentes em vez de apenas nobres.
A partir do século XVI e cada vez mais durante os séculos XVII e XVIII, os cargos de alto escalão foram monopolizados por algumas famílias nobres sediadas em Seul ou no Vale do Rio Han, bloqueando, portanto, qualquer chance de ganhar cargos de alto escalão por muitas famílias provinciais de linhagem. No entanto, os nobres provinciais começaram a se referir a si mesmos como yangban, independentemente de ocuparem cargos governamentais ou não. À medida que mais famílias afirmavam ser yangban e exerciam influências provinciais por meio de instituições locais, como conselho local, reconhecimento de pedigree e escola de Confúcio (seowon), o termo perdeu seu significado original e tornou-se uma espécie de status social que tinha um estatuto jurídico confuso. Seu domínio econômico e cultural era claro, no entanto. Um proprietário que estudou clássicos em seowon (서원; 書院) poderia ser facilmente visto como yangban pela população local. As pessoas agora podiam adquirir o status de yangban pagando para obter cargos governamentais mais baixos ou jokbo (족보), o pedigree nobre.
Quase todos os yangban de nobres de alto escalão ao status de senhorio provincial de baixo escalão perderam repentinamente seu antigo poder político, social e econômico durante o século XX. A legalidade do yangban foi abolida em 1894. Posteriormente, seu papel político e administrativo foi substituído pelo governo colonial japonês e seus administradores, embora alguns yangban tenham mantido sua riqueza e poder cooperando com os japoneses. No entanto, a erosão de uma ideia de poder completo e exclusivo foi irreversível. Muitas famílias yangban perderam suas propriedades quando a terra se tornou uma mercadoria comercializável. Essa degradação econômica ganhou uma força tremenda durante a Guerra da Coreia quando a propriedade da terra foi perturbada em uma escala sem precedentes. Quando a Coreia do Sul iniciou seu novo governo após a guerra, os yangban estavam praticamente extintos e impotentes, o que é uma das razões pelas quais o governo sul-coreano estava relativamente livre de interesses fundiários. O presidente Syngman Rhee havia "recontratado" os yangban para ocupar cargos no novo governo durante o final da década de 1940. Ele tomou esta decisão para trazê-los de volta para iniciar o governo em uma boa base, usando aqueles que já estavam familiarizados com a legislação e a administração. No entanto, seu esforço não deu em nada quando a guerra estourou em 1950. Após essa década, o país seria dominado pelos magnatas militares e industriais.
Na Coreia moderna, o yangban como uma classe social com status legal e riqueza fundiária não existe mais no norte ou no sul. No entanto, aqueles que estão bem conectados na sociedade coreana às vezes são ditos ter conexões "yangban". Embora essas alegações possam ter algum mérito, tais referências geralmente não pretendem sugerir qualquer linhagem ou ancestralidade yangban real. Além disso, a aquisição ou roubo de registros de linhagem de clãs ou jokbo durante tempos tumultuados na história da Coreia lançou dúvidas sobre algumas alegações de descendência yangban. Hoje, os yangban foram substituídos pela classe dominante coreana, ou seja, uma classe de elites empresariais e governamentais, que dominam o país por meio de sua riqueza, poder e influência canalizados por meio de suas redes familiares e sociais. Isso se aplica à Coreia do Norte e Coreia do Sul, embora a classe de elite do Norte seja em grande parte militar. A palavra também é usada, pelo menos na Coreia do Sul, como uma referência comum (às vezes com conotações claramente negativas, refletindo a impressão negativa de que a classe sistema e seus abusos deixados nos coreanos como um todo) para um homem mais velho, às vezes rabugento e/ou teimoso.

## Cargos
Até abril de 1436, o 18º ano do reinado de Sejong, o Grande, Jwauijeong e Uuijeong serviram simultaneamente como Panijosa (判吏曹事) e Panbyeongjosa (判兵曹事), respectivamente, de modo que governavam assuntos pessoais dos yangban.
| Título       | Hangul | Hanja  | Significado                    |
| ------------ | ------ | ------ | ------------------------------ |
| Yeonguijeong | 영의정 | 領議政 | Conselheiro Chefe de Estado    |
| Jwauijeong   | 좌의정 | 左議政 | Segundo Conselheiro de Estado  |
| Uuijeong     | 우의정 | 右議政 | Terceiro Conselheiro de Estado |

## Sistema de castas de Joseon
| Classe    | Hangul | Hanja | Significado                         |
| --------- | ------ | ----- | ----------------------------------- |
| Yangban   | 양반   | 兩班  | (dois tipos de) aristocratas        |
| Jungin    | 중인   | 中人  | pessoas do meio                     |
| Sangmin   | 상민   | 常民  | plebeus                             |
| Cheonmin  | 천민   | 賤民  | plebeus vulgares                    |
| Baekjeong | 백정   | 白丁  | intocáveis (excluídos da sociedade) |
| Nobi      | 노비   | 奴婢  | escravos (ou "servos")              |